# Рада (річка)
Рáда (пол. Rada) — річка в Перемиському і Ярославському повітах, Підкарпатське воєводство, Польща.
Ліва притока річки Сяну, басейн Вісли.